# Комбич, Исмаэль
Исмаэль Кипнгетич Комбич — кенийский бегун на средние дистанции, который специализировался в беге на 800 метров. На мемориале Ван-Дамма 2006 года в составе эстафетной команды установил мировой рекорд в эстафете 4×800 метров.
Бронзовый призёр соревнований Athletissima 2006 года с личным рекордом 1.44,24.
Серебряный призёр Meeting Grand Prix de Dakar 2007 года с результатом 1.47,06. В 2010 году занял 6-е место в беге на 1500 метров на соревнованиях ISTAF, показав время 3.34,29.
На соревнованиях Meeting International Mohammed VI 2013 года не смог закончить дистанцию в беге на 1500 метров.